# فورت واشنگتن (مریلند)
فورت واشنگتن (به انگلیسی: Fort Washington) شهری در ایالت مریلند کشور ایالات متحده آمریکا است که جمعیت آن در سرشماری سال ۲۰۱۰ میلادی، ۲۳٬۷۱۷ نفر بوده‌است.